# 15 cm K 16
Il 15 cm Kanone M. 16, abbreviato in K 16, era un cannone campale pesante tedesco in calibro 149,3 mm impiegato durante la prima e seconda guerra mondiale.

## Storia

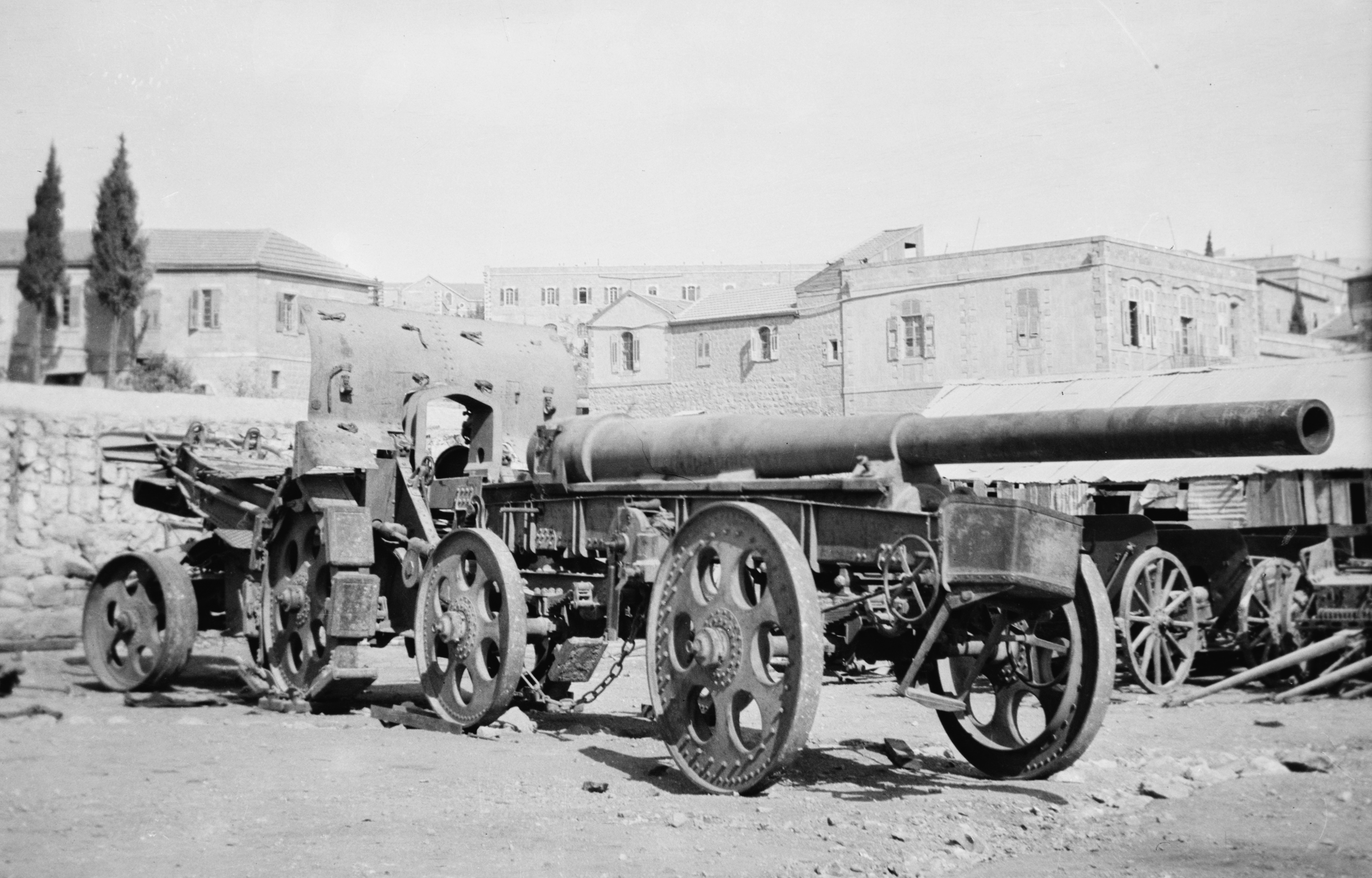
Treno composto da vettura affusto e vettura cannone

Come molti altri paesi, la Germania entrò nella prima guerra mondiale privo di cannoni pesanti a lunga gittata. C'erano pezzi da 150 mm in servizio, ma questi erano cannoni imbarcati o installati in batterie di difesa costiera. Prima della guerra, la Krupp aveva sviluppato un cannone da 15 centimetri, ma era stato respinto dall'Esercito tedesco, in quanto troppo pesante per avere una buona mobilità sul campo. Presto l'esercito ritornò sulle proprie decisioni e nel 1914 ordinò due prototipi in questo calibro alla Krupp ed alla Rheinmetall; l'esercito, pressato dalle necessità della guerra, dopo un breve ciclo di prove ordinò entrambi i modelli.
Il modello 15 cm Kanone 16 della Krupp arrivò in prima linea all'inizio del 1917. Dopo la guerra, parte dei cannoni furono ceduti come riparazione di guerra. I pezzi rimasti alla Wehrmacht furono impiegati durante la seconda guerra mondiale ed equipaggiarono le opere del Vallo Atlantico. A questi si aggiunsero i pezzi di preda bellica recuperati dopo l'occupazione del Belgio, ridenominati 15 cm K 429(b).
Nel 1941, un piccolo numero di bocche da fuoco del K 16 furono incavalcate sugli affusti dell'obice pesante 21 cm Mörser 18, ottenendo il nuovo complesso 15 cm Kanone M. 16 in Mörserlafette, abbreviato in 15 cm K 16 in MrsLaf e stante per "cannone calibro 15 cm modello 1916 su affusto da mortaio".

## Tecnica
Il K 16 era un pezzo di disegno completamente tradizionale. La canna era lunga 44 calibri, dotata di otturatore a cuneo orizzontale. L'affusto con ruote in legno cerchiate d'acciaio e con coda unica munita di vomero, munito di scudatura curva. L'asse dell'affusto era dotato di sospensioni a balestre trasversali.
L'elevato peso del pezzo impediva di trasportarlo in un unico carico. Il traino era effettuato su due vetture, trasferendo la bocca da fuoco su un apposito carrello a due assi. L'affusto con avantreno e la vettura con la canna venivano trainate solitamente da uno o due trattori d'artiglieria Krupp-Daimler Kraftzugmaschine KD I.